# Treasurer
Treasurer var ett krigsfartyg i den  kungliga skotska flottan under 1500-talet.
Fartyget köptes av Jakob IV av Skottland av en köpman i Le Conquet nära Brest och förefaller ha använts av Robert Barton of Over Barnton. Treasurer seglade tillsammans med det skotska krigsfartyget Margaret till Flandern den 29 augusti 1506. Den 3 oktober 1506 förde Martin Lenalt från Breton tillbaka fartyget. Andrew Barton fick pengar till sjömännens löner.
Enligt John Lesley förliste fartyget mot en klippa utanför England då det medförde ärkediakonen av Saint Andrews i nuvarande St Andrews, Gavin Dunbar. Gavin Dunbar och Antoine d'Arces for med Treasurer på ett uppdrag till Ludvig XII av Frankrike den 18 juni 1507. På återresan råkade de ut för ett skeppsbrott och hela besättningen på 300 personer uppbringades, men återfördes till Edinburgh i november 1508.

### Fotnoter
1. ↑  Accounts of the Lord High Treasurer of Scotland, vol. 3 (1901), lxvi-lxvii, 334, 338, 347.
2. ↑  Macdougall, James IV, Tuckwell (1998), 255.